# ریباره (سورییگ)
ریباره (به صربی: Ribare) یک منطقهٔ مسکونی در صربستان است که در سورییگ واقع شده‌است. ریباره ۲۹۶ نفر جمعیت دارد.